# Нунн (лунный кратер)
Кратер Нунн (лат. Nunn) — небольшой ударный кратер в области северо-восточного побережья Моря Смита на обратной стороне Луны. Название присвоено в честь американского инженера Джозефа Нунна (1905—1968) и утверждено Международным астрономическим союзом в 1973 г. 

## Описание кратера

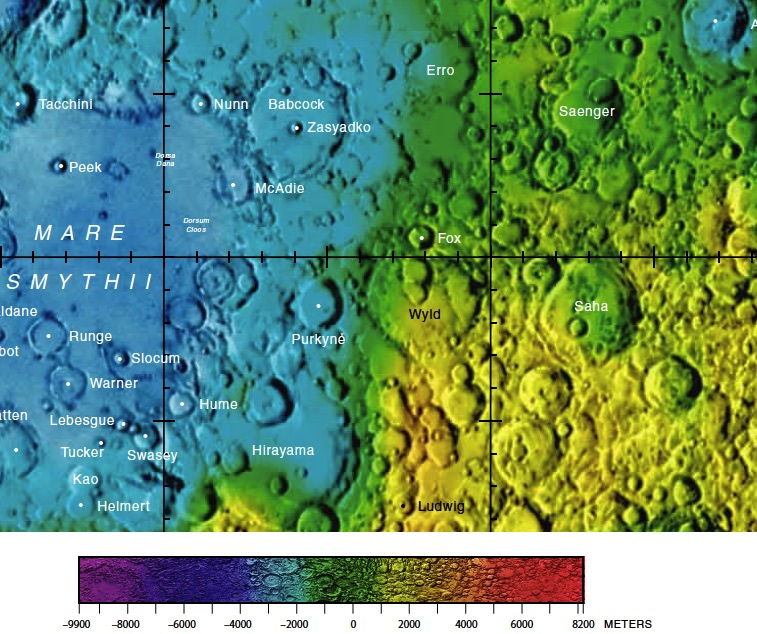
Окрестности кратера Нунн. Фрагмент карты обратной стороны Луны.

Ближайшими соседями кратера являются кратер Такини на западе; кратер Янский на севере-северо-западе; кратер Бэбкок на востоке; кратер Мак-Эди на юге-юго-востоке и кратер Пик на западе-юго-западе. На юго-западе от кратера Нунн находятся гряды Дана в Море Смита. Селенографические координаты центра кратера 4°37′ с. ш. 91°09′ в. д. / 4,62° с. ш. 91,15° в. д., диаметр 18,5 км, глубина 1,7 км.
Кратер Нунн имеет близкую к циркулярную форму и умеренно разрушен. Вал сглажен, восточная часть вала спрямлена, западная часть перекрыта несколькими маленькими кратерами. Внутренний склон гладкий, его юго-восточная часть рассечена маленьким кратером. Высота вала над окружающей местностью достигает 760 м, объем кратера составляет приблизительно 210 км³. Дно чаши сравнительно ровное, с низким альбедо, не имеет приметных структур.

## Сателлитные кратеры
Отсутствуют.